# Giorgia Russo
Giorgia Russo (Palermo, 28 aprile 1993) è una sollevatrice italiana.

## Carriera
Campionessa italiana juniores e in seguito anche campionessa italiana assoluta, nel 2013 Giorgia Russo ha iniziato a gareggiare nella categoria senior fino a 58 kg disputando i campionati europei a Tirana, finendo fuori classifica dopo non essere stata in grado di sollevare i 95 kg nello slancio. Ai suoi primi campionati mondiali, disputati ad Almaty nel 2014, si è piazzata al 18º posto nei 53 kg, e l'anno seguente è terminata quinta ai campionati europei di Tiblisi nella stessa categoria di peso.
Giorgia Russo ha vinto la medaglia di bronzo agli Europei di Bucarest 2018, ottenendo il terzo posto dietro l'altra palermitana Jennifer Lombardo e la polacca Joanna Łochowska. È giunta terza nello slancio con 106 kg sollevati, mentre complessivamente ha totalizzato 186 kg. Ai successivi campionati europei di Batumi 2019 ha confermato la medaglia di bronzo, stavolta nella nuova categoria dei 49 kg, piazzandosi seconda nello slancio con 103 kg sollevati e totalizzando complessivamente 178 kg.

## Palmarès
- Europei

Bucarest 2018: bronzo nei 53 kg.
Batumi 2019: bronzo nei 49 kg.